# ミシガン・セントラル駅
ミシガン・セントラル駅は、アメリカ合衆国ミシガン州デトロイト市に存在した駅または旧駅舎。

## 歴史
- 1913年12月26日：　ミシガン・セントラル鉄道の駅として市内から移転開業。地上18階建ての構造は、当時、世界で最も高い駅舎（駅ビル）であった。
- 1975年：　アメリカ合衆国国家歴史登録財に指定。
- 1988年1月6日：　アムトラックが市内に専用駅（シカゴ - ポンティアック間の列車が停車）を建設して移転。駅の営業終了。
- 2009年：　都市再開発のためデトロイト市議会が駅舎の取り壊しを決議。

## 駅舎の取り壊し、保存の動き
1988年の廃止後、あまりにも大きな構造物であったため転用は難しく、取り壊しもできず放置されたまま廃墟となった。カジノや警察を含む公的機関の入居など、いくつかもの再開発計画は立てられたが、巨額の資金を要することから次々と頓挫した。
2009年、デトロイト市が駅舎周辺のスラム化を解消するために駅舎の解体を決議すると、一方で歴史的建造物として保存を目指す機運が高まり、解体作業は中断された。その後、アスベストの除去作業や窓ガラスの撤去などが細々と続けられてきたが、2013年にデトロイト市が破産したため、保存や撤去のための予算付けが不可能となり、周囲を有刺鉄線でめぐらされたまま放置されることとなった。
2018年6月11日、フォード・モーターが駅舎を買収したと発表し、自動運転車や電気自動車の開発拠点として使用する予定で、復元・改装工事は2022年の完了を予定している。

## 映画ロケ地としての利用
- トランスフォーマー（実写版）
- アイランド

## ギャラリー

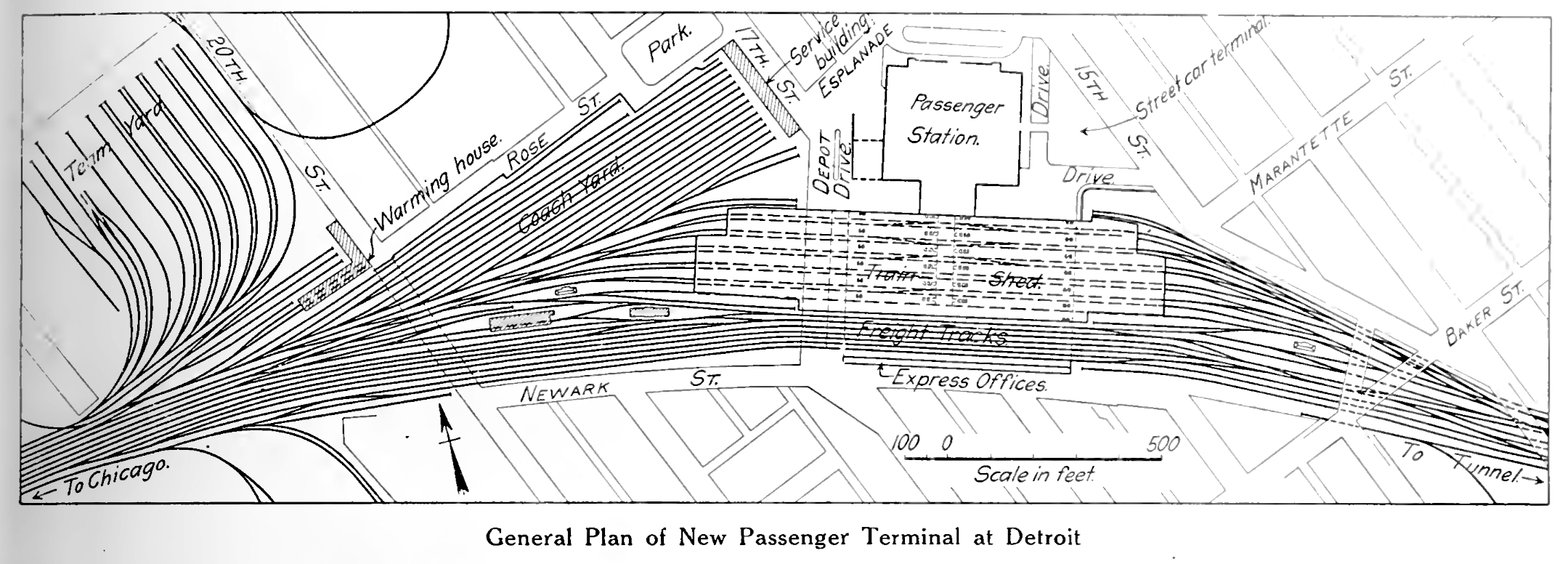
1914年の軌道図
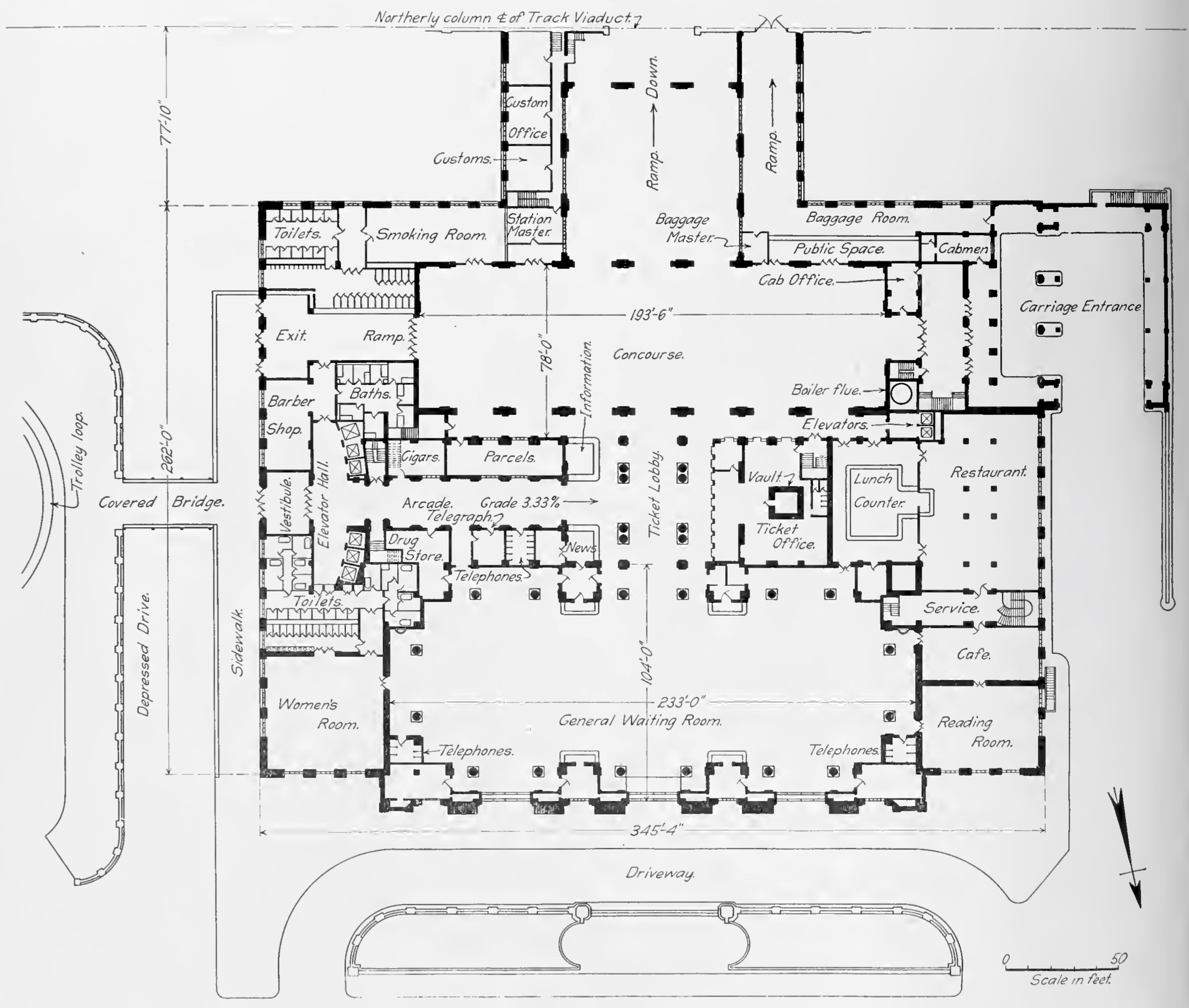
1階の見取り図
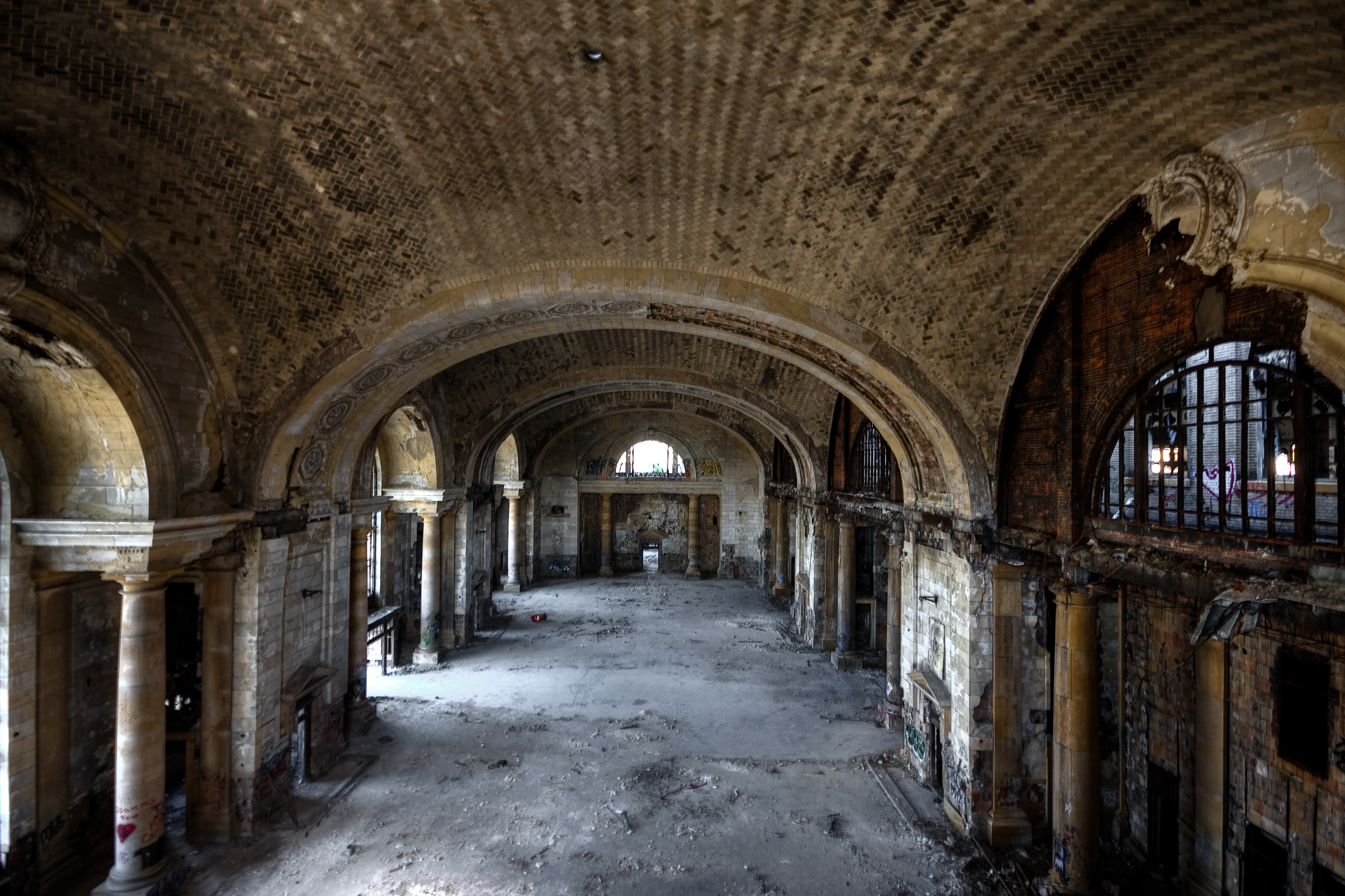
荒廃した旧待合室